# ニコチンアミド
ニコチンアミド（nicotinamide: Nam）は、ニコチン酸（ナイアシン/ビタミンB3）のアミドである。ニコチンアミドは水溶性ビタミンで、ビタミンB群の一つである。ナイアシンアミド(niacinamide)、ニコチン酸アミド（nicotinic acid amide）とも呼ばれる。欠乏症でペラグラとなる。
外用薬の成分としてニキビ（尋常性痤瘡）の治療や、美容目的で化粧品に配合される。日本では医薬部外品の化粧品として、美白の有効成分（ニコチン酸アミド）や、シワ改善の有効成分（リンクルナイアシン）としても承認されている。
血管拡張作用も有しており、即効性を速めるためにインスリン アスパルトに添加された製剤が承認されている。

## 生理
ナイアシンとしても知られるニコチン酸は in vivo でニコチンアミドから変換されるが、ビタミンとしての機能はそれぞれ全く同じである。しかしニコチンアミドには、偶発的ナイアシン変化による薬理学的毒性効果はない。したがってニコチンアミドはコレステロールを還元せず、皮膚の紅潮も引き起こさない。
細胞では、ナイアシンはNADとNADPから組み込まれるが、ニコチンアミドとニコチン酸のその経路は非常に似ている。NAD+とNADP+は、酵素的酸化還元反応において広く用いられる補酵素である。

## 欠乏症と過剰症
欠乏症ペラグラを発症する。
過剰症成人がニコチンアミドを一日に3g以上摂取すると、肝臓毒性を引き起こす可能性がある。

## 外用薬として

### ニキビ治療薬
ニキビ（尋常性痤瘡）に対して、2017年のレビューで以下が発見された。80人の被験者で、抗生物質のエリスロマイシンと同等の病変の減少が見られニコチンアミドでは皮脂が減少していた。76名の被験者で、中等症のニキビに対して、ニコチンアミドはクリンダマイシンと同等の有効性であった。白人と日本人計50人が被験者となったRCTでは、皮脂の分泌に関して日本人では排泄速度を、白人では分泌量を抑制した。中等症のニキビに対して、クリンダマイシンにニコチンアミドを追加してもクリンダマイシン単独との差はなかった。
また、同年の別のレビューでは以下が発見された。ニコチンアミドは脂性肌、クリンダマイシンはそうでない場合により有効であった。またニコチン酸アミドとリン脂質を使った研究があった。

### 美容・化粧品
美容に対しては、2017年のレビューで以下が発見された。30人の健康な女性が被験者となったランダム化比較試験 (RCT) では、シワを減少した。50名でのRCTではシワ、色素沈着、黄色味が減少し、弾力が向上した。色素沈着を減少。
また、翌2018年のレビューで以下が発見された。RCTで、わきの下の色素沈着について、良好な結果があった比率はニコチンアミドで24%、デソニド（ステロイド外用薬）で30%、偽薬で6%であった。RCTで、トラネキサム酸とニコチンアミドを配合したクリームを用いて、42名の韓国人女性の顔にある不規則な色素沈着を減少させた。
日本では上述のとおり、医薬部外品の化粧品の有効成分として、2007年から美白有効成分（ニコチン酸アミド）として承認されている。色素のメラニンを生成する酵素のチロシナーゼを阻害するのではなく、メラノソーム転移を35% - 68%阻害して色素沈着を減少させる。また、2018年からはナイアシンアミドのシワ改善作用の効能表示が承認されている。